# Lorkovićev rjavček
Lorkovićev rjavček, tudi karavanški rjavček (znanstveno ime Erebia calcaria) je endemična vrsta metulja, ki ga najdemo samo v zahodnih Karavankah, Julijskih in Karnijskih Alpah. Je endemit Jugovzhodnih apneniških Alp. Je eden izmed štirih manjših in podobnih rjavčkov (E. tyndarus, E. cassioides, E. nivalis), ki jih lahko najdemo v slovenskih Alpah. V Sloveniji je ta vrsta metulja zavarovana. Prehranjuje se z medičino.

## Morfološki opis
Skupna lastnost rjavčkov so krila, ki so pri samcu in samici temnorjave barve z rdečkastimi lisami in črnimi očesci. Od drugih rjavčkov, ki živijo v Sloveniji, se ločijo po svetlosivi marmorirani obarvanosti spodnje strani zadnjih kril. Pri samici so lahko nekatere luskice na spodnji strani zadnjih kril tudi rumene barve. Na sprednjih krilih zgoraj je neizrazita rdečkastorjava lisa, v kateri sta dva majhna očesca z belim jedrom. Od ostalih rjavčkov se razlikuje po tem, da ima izrazito zaokrožen prednji rob sprednjega para kril.
Gosenice so zelenkaste z rahlimi vzdolžnimi črtami, prehranjujejo se s travami.

## Življenjski prostor
Živi pretežno nad gozdno mejo (med 1200 in 2200 nadmorske višine), kjer obletava skalovje, redko poraščeni grušč in kamnite trate. Najdemo ga predvsem na južno izpostavljenih gorskih pobočjih. Ta vrsta metulja poseljuje bogato cvetoče gorske pašnike in senožeti, ki se razprostirajo nad 1200 m nadmorske višine in tudi naravna visokogorska travišča do nadmorske višine 2200 metrov. Višje ga najdemo le redko, prav tako se izogiba močno popasenim ali košenim travnikom. Okrog 70 % populacije živi v Sloveniji.

## Ogroženost vrste
Večina populacij v Sloveniji ni ogroženih, saj živijo na naravnih traviščih nad gozdno mejo. Potencialni dejavnik ogroženosti je lahko predvsem intenzivno pašništvo. Pod gozdno mejo pa je najpomembnejši dejavnik ogrožanja zaraščanje.